# Źródło (album Kuby Sienkiewicza)
Źródło – album Kuby Sienkiewicza, wyłącznie z piosenkami Jacka Kleyffa, wydany w 1998 roku. Piosenki zostały zaaranżowane w stylistyce miejskiego folku i rock'n'rolla. Drobne zmiany w tekstach naniósł sam Jacek Kleyff, z którym Kuba Sienkiewicz rozmawiał na temat projektu. Od oryginału najbardziej odbiegły utwory Jechała baba i Cała młodzież. Swój wkład w płytę mieli współpracownicy Kuby Sienkiewicza oraz koledzy z Elektrycznych Gitar – w piosence Przytułek występują wszyscy w pełnym, obecnym składzie. Na płytę, oprócz niżej wymienionych utworów, nagrano Ogryzek i Balladę o życiu i śmierci Brunona Schulza. Nie znalazły się one na albumie, obecnie można je pobrać ze strony Kuby Sienkiewicza.

## Lista utworów
1. „Stoi Adam Mickiewicz” 1978
2. „Pierwszy skrzypek” 1975
3. „Telewizja” 1972
4. „Inżynier ziemny” 1972
5. „Kochana” 1972
6. „Nyska” 1976
7. „Cała młodzież” 1975
8. „Jechała baba” 1967
9. „Przytułek” 1967
10. „Papkin” 1975
11. „Sejm” 1976
12. „Świnia” 1976
13. „Tutaj” 1983
14. „Wędrowiec” 1978
15. „Źródło” 1975

## Wykonawcy
- Kuba Sienkiewicz – gitara, gitara basowa, syntezator, śpiew
- Jacek Wąsowski – gitara akustyczna, gitara elektryczna, dobro, mandolina
- Tomasz Grochowalski – gitara basowa
- Aleksander Korecki – saksofon, fortepian
- Piotr Łojek – syntezator
- Leon Paduch – perkusja
- Jarosław Kopeć – perkusja, instrumenty perkusyjne
- Joanna Mioduchowska – chórek
- Małgorzata Paduch – chórek